# Łuk papieski w Suchowoli
Łuk papieski w Suchowoli – stalowy element przestrzenny w formie łuku, stojący w centrum Suchowoli (powiat sokólski, województwo podlaskie), w parku miejskim, w sąsiedztwie pomnika wskazującego miejsce środka Europy oraz pomnika księdza Jerzego Popiełuszki.

## Charakterystyka
Łuk stanowi część ołtarza polowego, przy którym papież Jan Paweł II celebrował mszę świętą w Białymstoku (na lotnisku w Krywlanach), podczas swojej podróży apostolskiej do Polski w 1991. Ołtarz był zaprojektowany przez architekta Andrzeja Chwaliboga. Został wykonany przez Kolejowe Zakłady Konstrukcji Stalowych i Urządzeń Dźwigowych w Starosielcach (Białystok). Ma 43 metry rozpiętości, 22 metry wysokości i waży 18 ton. Obiekt przeniesiono do Suchowoli w 1993.

## Element herbu
Łuk stanowi element herbu miasta, wraz z koniem rasy sokólskiej (symbolem czwartkowych targów odbywających się w mieście od 1698).

## Galeria

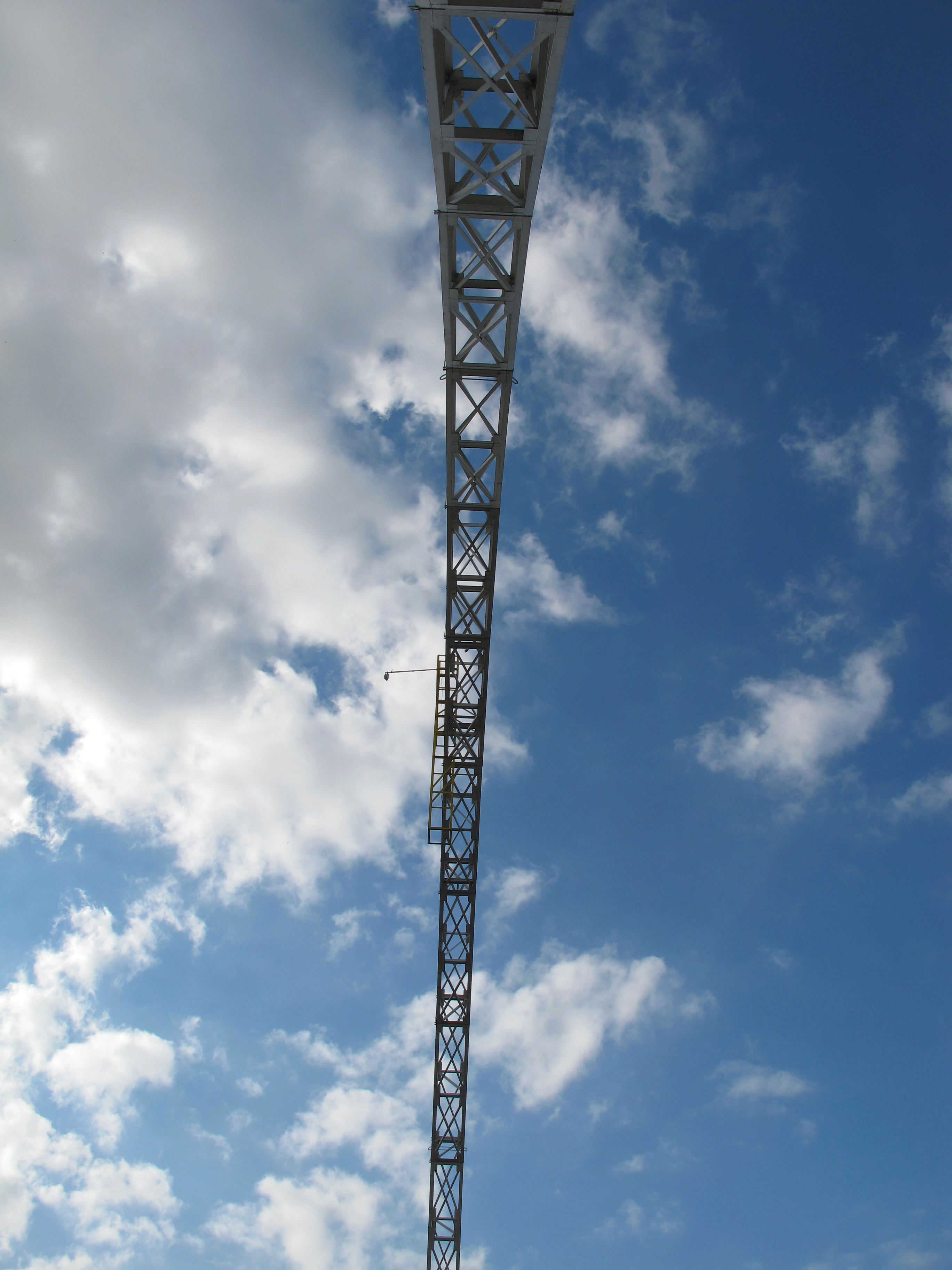
Łuk od dołu
Herb Suchowoli